# ETR 480

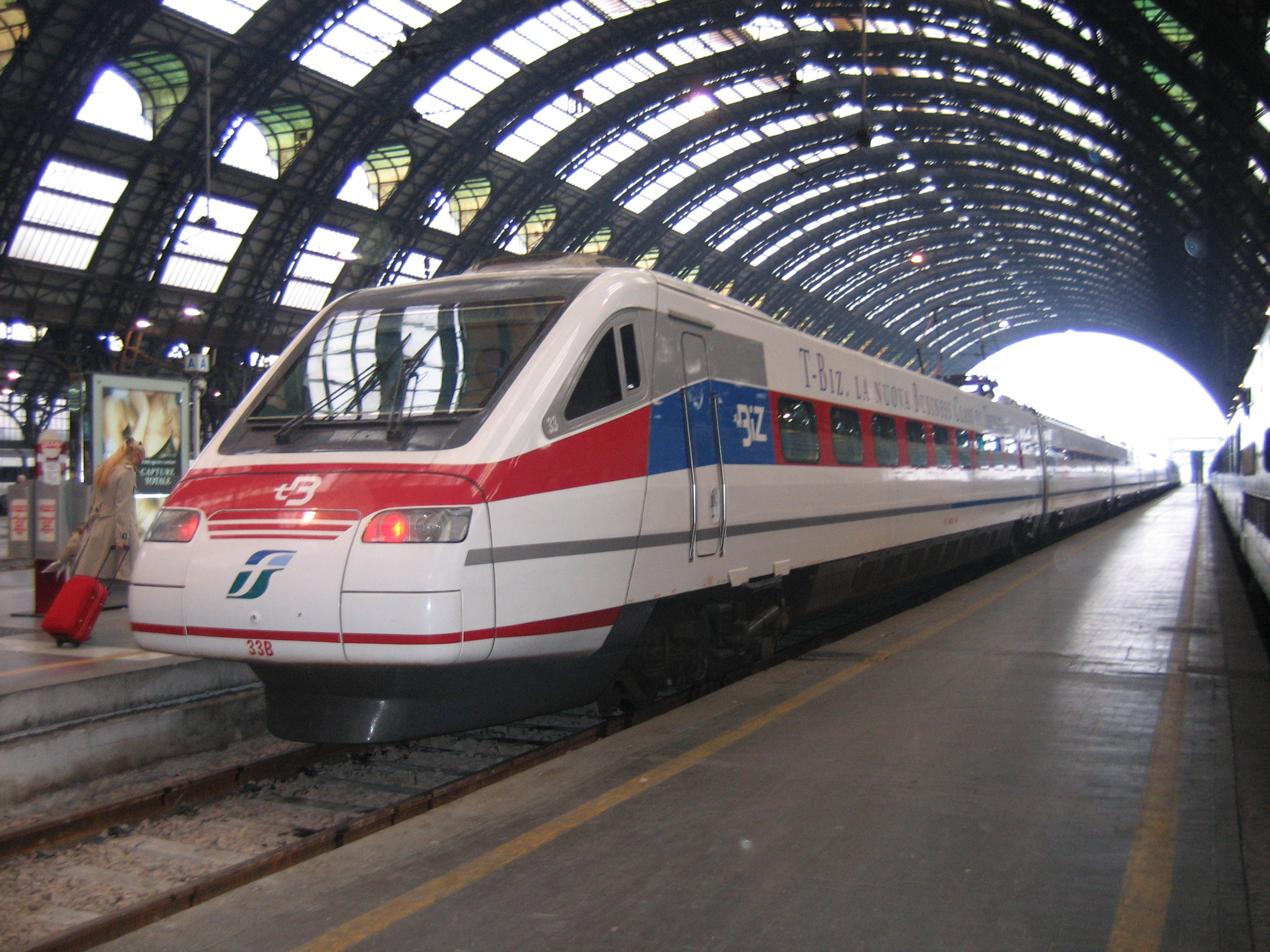
ETR 480.33 en servicio T-Biz en la estación "Milano Centrale", justo antes de la partida hacia la estación "Roma Termini".

El ETR 480 es un tipo de tren italiano de alta velocidad. Su principal característica es que "bascula" para compensar la fuerza centrífuga en las curvas. Es un Pendolino de tercera generación, es el sucesor del ETR 450 y una variante del ETR 460. 

## Generalidades
Exteriormente es idéntico al ETR 460, excepto por un portón de carga de mercancías en el remolque restaurante, por la interconexión entre remolques y por la posibilidad de transformar sus equipos eléctricos en bitensión para circular por las nuevas líneas de alta velocidad de 25 kW.
A partir de 2005 comenzaron las transformaciones de los ETR 480 en ETR 485 modificando los equipos eléctricos e incorporando nuevos pantógrafos sobre los remolques para las líneas de 25 kV.

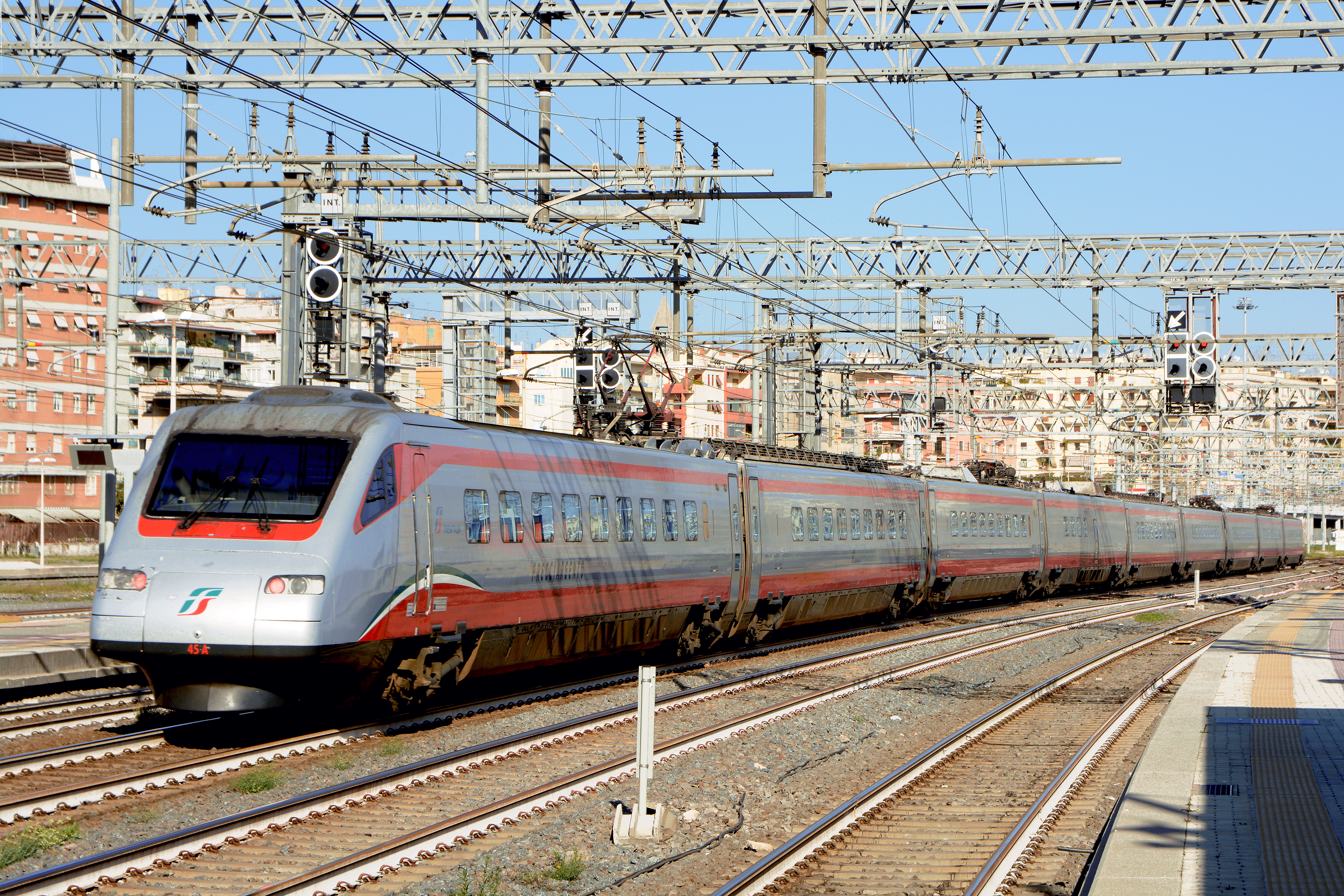
ETR 485 realizando un servicio Frecciargento

## Características técnicas
- Asientos totales: 480
- Asientos 1.ª clase: 139
- Asientos 2.ª clase: 342
- Puestos para discapacitados: 2
- Velocidad máxima: 250 km/h
- Peso: 440 t
- Potencia total: 5880 kW
- Alimentación: 25 kv ca, 3 kV cc y 1.5 kV cc

## Accidentes
- El 23 de marzo de 1998 cerca a la estación de "Firenze Santa Maria Novella" en Florencia, a las 18.30 el ETR 480 número 34, recién incorporado al servicio, choca con una locomotora de la serie E.646 de Trenitalia en servicio empujando un tren regional. El resultado fue de un muerto y 39 heridos graves. El accidente se debió a un error humano ya que los maquinistas del ETR 480 no respetaron la señal de alto por vía ocupada.

- La unidad ETR 480 número 35 el 3 de enero de 2006, durante la entrada a un depósito en Roma, estuvo involucrado en un accidente sin consecuencias. Un fallo en la cabina de alta tensión del coche motor de cola provocó una descarga eléctrica y una explosión en el interior de una cabina que contenía equipamiento de a bordo.

- Datos: Q902279
- Multimedia: ETR 480 / Q902279